# Megachile rufipennis
Megachile rufipennis är en biart som först beskrevs av Fabricius 1793.  Megachile rufipennis ingår i släktet tapetserarbin, och familjen buksamlarbin. Inga underarter finns listade i Catalogue of Life.